# Mladenovo
Mladenovo (izvirno srbsko Младеново; nemško Bukin; madžarsko Dunabökény) je naselje v Srbiji, ki upravno spada pod Občino Bačka Palanka; slednja pa je del Južnobačkega upravnega okraja.
Naselje je bilo sprva znano (od 13. stoletja) kot Bukin, a so po drugi svetovni vojni naselje poimenovali po Mladenu Stojanoviću, heroju iz vojne.

## Demografija
V naselju živi 2760 polnoletnih prebivalcev, pri čemer je njihova povprečna starost 41,8 let (40,0 pri moških in 43,4 pri ženskah). Naselje ima 1136 gospodinjstev, pri čemer je povprečno število članov na gospodinjstvo 2,96.
To naselje je, glede na rezultate popisa iz leta 2002, večinoma srbsko, a v času zadnjih treh popisov je opazno zmanjšanje števila prebivalcev.
|  |

| Demografija | Demografija     | Demografija     |
| Leto        | Št. prebivalcev | Št. prebivalcev |
| ----------- | --------------- | --------------- |
|             |                 |                 |
|             |                 |                 |
|             |                 |                 |
|             |                 |                 |
| 1948        | 3269            |                 |
| 1953        | 3694            |                 |
| 1961        | 3793            |                 |
| 1971        | 3080            |                 |
| 1981        | 3380            |                 |
| 1991        | 3363            | 3286            |
| 2002        | 3484            | 3358            |
|             |                 |                 |

| Etnična sestava po popisu iz leta 2002 | Etnična sestava po popisu iz leta 2002 | Etnična sestava po popisu iz leta 2002 | Etnična sestava po popisu iz leta 2002 | Etnična sestava po popisu iz leta 2002 |
| -------------------------------------- | -------------------------------------- | -------------------------------------- | -------------------------------------- | -------------------------------------- |
| Srbi                                   | Srbi                                   |                                        | 3.171                                  | 94,43%                                 |
| Jugoslovani                            | Jugoslovani                            |                                        | 63                                     | 1,87%                                  |
| Hrvati                                 | Hrvati                                 |                                        | 20                                     | 0,59%                                  |
| Madžari                                | Madžari                                |                                        | 16                                     | 0,47%                                  |
| Slovaki                                | Slovaki                                |                                        | 6                                      | 0,17%                                  |
| Muslimani                              | Muslimani                              |                                        | 5                                      | 0,14%                                  |
| Romi                                   | Romi                                   |                                        | 4                                      | 0,11%                                  |
| Makedonci                              | Makedonci                              |                                        | 3                                      | 0,08%                                  |
| Nemci                                  | Nemci                                  |                                        | 2                                      | 0,05%                                  |
| Čehi                                   | Čehi                                   |                                        | 1                                      | 0,02%                                  |
| Črnogorci                              | Črnogorci                              |                                        | 1                                      | 0,02%                                  |
| Ukrajinci                              | Ukrajinci                              |                                        | 1                                      | 0,02%                                  |
| Rusi                                   | Rusi                                   |                                        | 1                                      | 0,02%                                  |
| Romuni                                 | Romuni                                 |                                        | 1                                      | 0,02%                                  |
| Bošnjaki                               | Bošnjaki                               |                                        | 1                                      | 0,02%                                  |
| Neznano                                | Neznano                                |                                        | 22                                     | 0,65%                                  |